# 313 هـ
313 هـ هي سنة في التقويم الهجري امتدت مقابلةً في التقويم الميلادي بين سنتي 925 و926.

## وفيات
- محمد بن إسحاق السراج

- أبو قريش القهستاني